# Gruta dos Ecos
Gruta dos Ecos (lub Caverna dos Ecos) – jaskinia położona w Brazylii, na Wyżynie Brazylijskiej, na zachód od stolicy kraju – Brasilii. Stanowi największą jaskinię na Ziemi rozwiniętą w łupkach. Długość 1,6 kilometra, głębokość 140 metrów. Jaskinia ma dwa wejścia – od strony północno-wschodniej i południowo-wschodniej.
Wewnątrz jaskini znajduje się jezioro o zmiennym poziomie wody; odnotowano roczne wahania rzędu 2 m. W lipcu 1980 roku mierzyło 280 m długości, od 2 do 50 m szerokości, a jego maksymalna głębokość wynosiła 10 m. Przy wysokim stanie wody jezioro wypełnia cały korytarz, w którym się znajduje i odcina dostęp do północno-zachodniej części jaskini.